# Supplique pour être enterré à la plage de Sète (album)
Pour la chanson éponyme, voir Supplique pour être enterré à la plage de Sète.
Albums de Georges Brassens
Les Copains d'abord
(1964) Misogynie à part
(1969)
Supplique pour être enterré à la plage de Sète est le onzième album édité en France du chanteur et poète Georges Brassens. Sorti sans titre à l'origine, il est identifié par celui de la première chanson du disque. L’édition originale est sortie en novembre 1966.

## Genèse

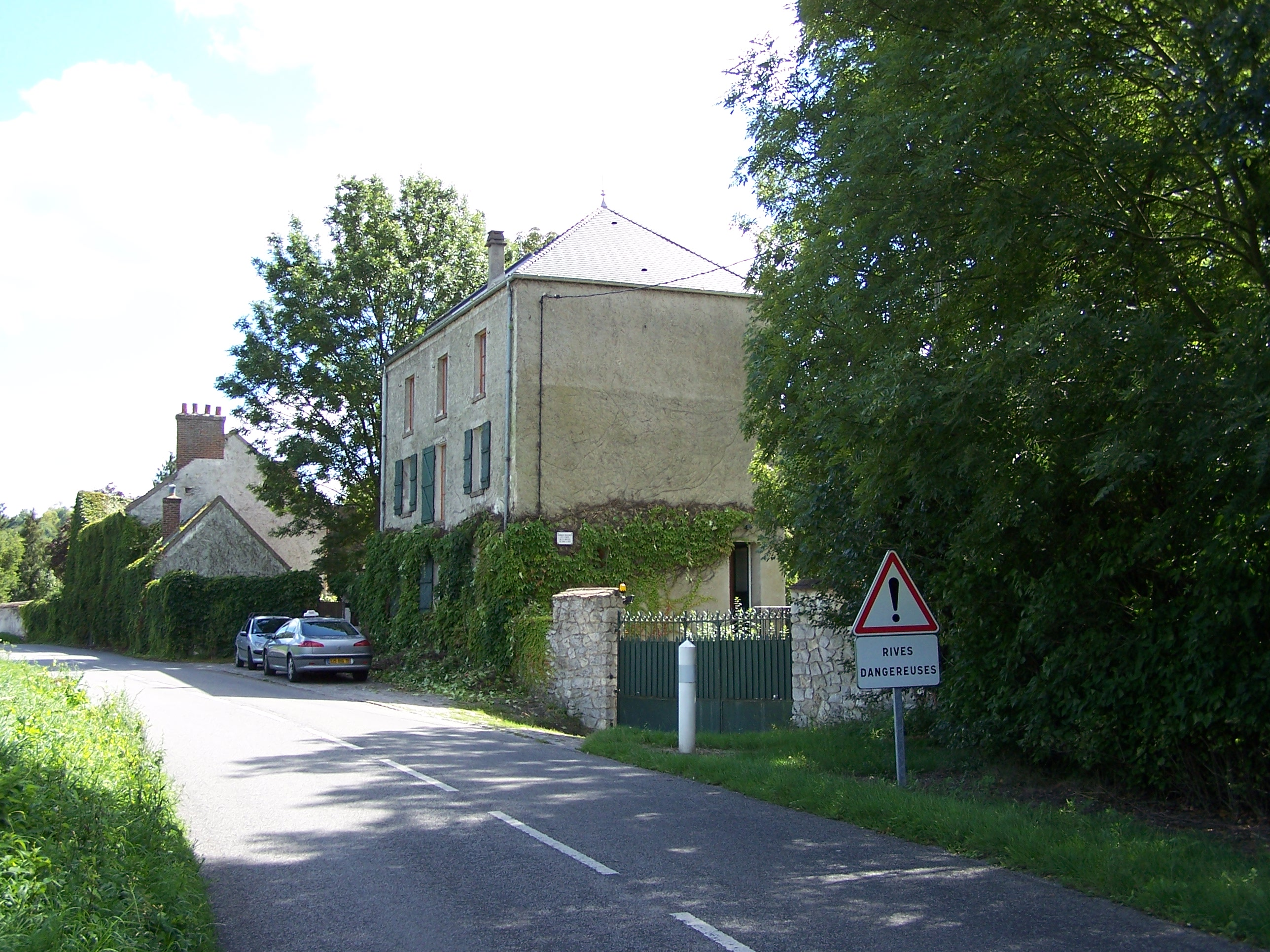
Le moulin de la Bonde, maison de campagne de Brassens, à Crespières.

En juillet 1966, Georges Brassens prépare son prochain album dans son moulin de la Bonde, à Crespières, dans les Yvelines. Voulant enregistrer une bande de travail, il fait venir son contrebassiste Pierre Nicolas, ainsi que des techniciens de chez Philips : l'ingénieur du son Jean Bonzon et son assistant Roland Guillotel, munis d'un enregistreur Ampex trois pistes.
L'enregistrement des onze chansons dure quelques jours. Les prises définitives en studio sont prévues pour la fin octobre. Auparavant, du 16 septembre au 22 octobre, Brassens donne une série de concerts au Théâtre national populaire de Chaillot. Les spectateurs ont la primeur des nouvelles chansons.
Mais, fin octobre, une grève des musiciens vient empêcher l'enregistrement définitif, et compromettre la sortie de l'album. Philips se sert alors de la bande de travail du moulin de la Bonde pour graver le disque. Il n'y a donc pas de deuxième guitare. L'ordre supposé des enregistrements (La Non-Demande en mariage, puis L'Épave, puis la Supplique) n'est pas respecté. C'est la Supplique qui ouvre l'album. Celui-ci, présenté comme un « document », sort sans titre en novembre 1966. Il rencontre un tel succès que Philips ne le fait jamais réenregistrer par Brassens. En octobre 2010, 44 ans après la première sortie de l'album, 29 ans après la mort de Brassens, une deuxième guitare est ajoutée par Joël Favreau à la bande son originale. Cette nouvelle version de l'album sort en octobre de l'année suivante sous le titre Supplique pour être enterré à la plage de Sète : version 2011 remastérisée avec Joël Favreau à la deuxième guitare.

## Chansons
Toutes les chansons sont écrites et composées par Georges Brassens.
Face 1
| No | Titre                                          | Durée      |
| -- | ---------------------------------------------- | ---------- |
| 1. | Supplique pour être enterré à la plage de Sète | 7 min 18 s |
| 2. | Le Fantôme                                     | 3 min 54 s |
| 3. | La Fessée                                      | 4 min 25 s |
| 4. | Le Pluriel                                     | 4 min 08 s |
| 5. | Les Quatre Bacheliers                          | 5 min 12 s |

Face 2
| No | Titre                     | Durée      |
| -- | ------------------------- | ---------- |
| 1. | Le Bulletin de santé      | 4 min 05 s |
| 2. | La Non-Demande en mariage | 4 min 17 s |
| 3. | Le Grand Chêne            | 4 min 13 s |
| 4. | Concurrence déloyale      | 3 min 41 s |
| 5. | L'Épave                   | 3 min 30 s |
| 6. | Le Moyenâgeux             | 4 min 55 s |

## Interprètes
- Georges Brassens : chant, guitare.
- Pierre Nicolas : contrebasse.

## Édition originale de l’album
Novembre 1966 : Disque microsillon 33 tours/30 cm, Philips, n° IX (p. 77.854 L).
– Gravure : monophonique.
– Pochette : photo réalisée par Jacques Aubert.

### Imbroglio dans la numérotation
Cet album étant le 11e du chanteur, on peut s’étonner de voir le numéro IX au recto et au verso de la pochette. L’arrivée du nouveau format 33 tours/30 cm (Longue durée), au début des années soixante, supplanta progressivement les 33 tours/25 cm. Le dixième album de Georges Brassens en ayant bénéficié, les chansons contenues sur les neuf premiers 33 tours/25 cm furent alors compilées pour composer sept 33 tours/30 cm.
En septembre 1965, huit 33 tours/30 cm, gravés en monophonie et numérotés de 1 à 8, parurent dans une première collection intitulée « Les grands auteurs & compositeurs interprètes ». Chaque pochette est illustrée d’un portrait de Brassens réalisé par Pierre Cordier au recto, avec des commentaires écrits par René Fallet au verso.
Fin 1965, une deuxième collection « Les grands auteurs & compositeurs interprètes » fut lancée en gravure universelle stéréo/mono et numérotée de I à VIII. Les pochettes sont illustrées d’une imitation bois au recto, avec les commentaires de René Fallet au verso.
En novembre 1966, cette deuxième collection s’enrichit d’un IXe volume avec la sortie du onzième album Supplique pour être enterré à la plage de Sète. Hormis l’imitation bois, le graphisme de la collection fut intégralement utilisé pour le recto de la pochette de l’édition originale ; d’où la présence du chiffre romain IX.
Au verso, la maison de disques Philips signale, dans un encadré :
« En juillet 1966, préparant ses nouvelles chansons, Georges Brassens enregistrait, à son domicile à Paris, avec Pierre Nicolas, une bande de travail. Des circonstances extérieures empêchent actuellement la sortie traditionnelle du nouveau disque de Brassens. Mais devant la qualité […] de cet enregistrement provisoire […], pressés par d’innombrables demandes, nous éditons aujourd’hui ces onze chansons que Brassens a créées [en septembre 1966] au Théâtre National Populaire. Il s’agit d’un document. »

## Discographie liée à l’album

### Disques 45 tours
Seules les premières éditions des 45 tours sont listées ci-dessous.
Identifications :
SP (Single Playing) = Microsillon 45 tours/17 cm (2 titres).
EP (Extended Playing) = Microsillon 45 tours/17 cm (3 titres), ou super 45 tours.
- 1966 : SP Philips, coll. « Succès » (B 373.886 F).

– Face 1 : La Non-demande en mariage.
– Face 2 : Le Grand Chêne.
- 1967 : SP Philips, série « Parade » (B 370.7476 F).

– Face 1 : L'Épave.
– Face 2 : La Fessée.
- Août 1967 : EP Philips (437.367 BE).

– Face 1 : Le Grand Chêne.
– Face 2 : Le Fantôme – L’Epave.
- Août 1967 : EP Philips (437.368 BE).

– Face 1 : La Non-demande en mariage – La Fessée.
– Face 2 : Les Quatre bacheliers.

### Rééditions de l’album
Identifications :
LP (Long Playing) = Microsillon 33 tours/30 cm.
CD (Compact Disc) = Disque compact.
Réédité sous diverses présentations, seules les premières rééditions de chacune d’elles sont listées ci-dessous.
- 1966 : LP Philips, coll. « Les grands auteurs & compositeurs interprètes », n° IX (T 844 758 BY).

– Pochette : imitation bois en couverture, photo réalisée par Jacques Aubert. Commentaires de René Fallet au verso.
– Gravure universelle : stéréo/mono.
- 1968 : LP Supplique pour être enterré à la plage de Sète, Philips, coll. « Les grands auteurs & compositeurs interprètes », no 9 (Y 6499 784).

– Pochette ouvrante : photos de couverture réalisées par Jacques Denimal. Les pages intérieures, illustrées de photographies, contiennent les paroles des chansons et les commentaires de René Fallet.
– Gravure : stéréophonique.
- Octobre 1996 : CD Philips/Mercury-PolyGram, coll. « Les grands auteurs & compositeurs interprètes », n° IX (532 359-2).

– Reproduction du recto de la pochette en imitation bois, en couverture du livret. Commentaires de René Fallet.
- Septembre 2001 : CD Supplique pour être enterré à la plage de Sète, Philips/Mercury-PolyGram, no 9 (532 359-2).

– Reproduction recto/verso de la pochette réalisée par Jacques Denimal, en couverture du livret. Commentaires de René Fallet.
- Novembre 2010 : CD Mercury/Universal (274 920-4)[8].

– Réplique recto/verso de la pochette originale.
- Octobre 2011 : CD.6 et CD.18 du coffret Le temps ne fait rien à l'affaire

## Classement
| Classement (1968) | Meilleure place |
| ----------------- | --------------- |
| France (SNEP)     | 5               |

### Certification
| Pays          | Certification | Date | Ventes certifiées |
| ------------- | ------------- | ---- | ----------------- |
| France (SNEP) | Or            | 1976 | 100 000           |